# زمین‌لرزه ۲۰۱۸ واخاکا

بزرگراه ۲۰۱۸ زلزله واخاکا

نقشه زلزله ۲۰۱۸ زلزله واخاکا

زمین‌لرزه ۲۰۱۸ واخاکا (انگلیسی: 2018 Oaxaca earthquake) در بعدازظهر روز جمعه ۱۶ فوریه و به بزرگای ۷٫۲ به وقوع پیوست. این زمین لرزه نواحی مرکزی و جنوب مکزیکوسیتی، پایتخت مکزیک را لرزاند. پس از وقوع زلزله، تلفات جانی از زمین لرزه گزارش نشده و تنها خساراتی به تعدادی از ساختمان‌ها وارد شده‌است. هنگام فرود اضطراری بالگرد وزیر کشور در زمان بازدید از مناطق زلزله‌زده، ۱۳ نفر کشته و ۱۵ نفر زخمی شدند ولی به وزیر کشور صدمه‌ای نرسید.

## شرح حادثه
جمعه بعدازظهر ۱۶ فوریه ۲۰۱۸ زمین‌لرزه‌ای به بزرگای ۷٫۲ در عمق ۲۵ کیلومتری از سطح زمین، مرکز و جنوب مکزیکوسیتی پایتخت مکزیک را لرزاند. مرکز این زمین‌لرزه در ۵۳ کیلومتری شهر پینوتپا د دون لوئیس در ایالت واخاکا مشخص شده‌است.

## تلفات و خسارات
در این زمین‌لرزه تلفاتی نبوده‌است. دست کم ۵۰ ساختمان در واخاکا صدمه دیده‌اند. مردم ساختمان‌ها را ترک کرده و به خیابان‌ها آمدند.

## نقص فنی بالگرد وزیر کشور در جریان بازدید
در زمان بازدید وزیر کشور مکزیک و فرماندار ایالت جنوبی اوآخاکا از مناطق زلزله‌زده، بالگرد نظامی آنها دچار نقص فنی شد که در هنگام فرود اضطراری، هلیکوپتر تعادل خود را از دست می‌دهد و بر روی دو خودرو ون سقوط می‌کند که باعث کشته شدن ۱۳ نفر و زخمی شدن ۱۵ نفر می‌گردد ولی به وزیر کشور و فرماندار و خدمهٔ بالگرد صدمهٔ جدی وارد نمی‌شود.

## پیشینه
در سپتامبر ۲۰۱۷ دو زمین‌لرزه در مکزیک رخ داد که باعث کشته‌شدن صدها نفر شد.